# Pluma
Pluma (拉丁語： "羽毛")是Linux发行版本中MATE桌面环境的默认文本编辑器，为gedit 2的复刻。Pluma拥有通用文本编辑器的大多数标准特性。同时，基于Mate项目的设计理念，它提供给用户一套清爽直观的界面，致力于提升操作的简捷与便利。Pluma为自由及开放源代码软件，以GNU通用公共许可协议发布。
Pluma是一款图形化应用软件，支持在单个窗口内编辑多个文本文件。Pluma使用UTF-8字符编码，因此完全支持国际化的文本。其核心特性包括了代码高亮、自动缩进、打印预览等。

## 特性
特性列表
- 语法高亮：支持众多编程语言及文本标记语言
- 打印与打印预览
- 当文件被其他程序修改时，自动检测并提示重新载入
- 全面支持UTF-8字符
- 使用多重文档接口（MDI），支持在单个窗口编辑多个文件
- 使用Gnome虚拟文件系统，支持编辑远程文件
- 查找与替换
- 可配置的插件系统
- 与MATE的一体化，支持从文件浏览器Caja拖放文件，使用MATE帮助系统、虚拟文件系统、打印框架等

插件列表
随Pluma安装的部分插件:
- 文件浏览器
- 标记列表
- 字数统计
- 拼写检查器
- 插入日期/时间
- 排序
- 更改选中文本的大小写
- 片段：快速插入最常见的文本片段
- Python控制台
- 外部工具：执行外部命令和Shell脚本

## 架构
作为Mate的核心应用之一，Pluma使用最新的GTK+和MATE的库。其源代码使用git版本控制系统进行维护。